# Hugh Howey
Hugh Howey (Charlotte, Carolina del Norte, 23 de junio de 1975) es un escritor estadounidense, principalmente de ciencia ficción, conocido por su serie Crónicas del Silo que publicó de forma independiente a través del sistema Kindle Direct Publishing de Amazon.com.

## Vida
Howey nació el 23 de junio de 1975 en Charlotte y se crio en Monroe, Carolina del Norte.
Antes de la publicación de sus libros trabajó como librero, capitán de yate, techador y técnico de sonido. También ha estado embarcado navegando en un viaje alrededor del mundo.
Actualmente vive en Jupiter, Florida.

## Espejismo (Wool)
En 2011 comenzó a escribir Espejismo como un simple cuento, siendo publicado con una pequeña tirada. Posteriormente, aumentó la serie y la decidió publicar cinco historias cortas en formato electrónico a través del sistema de autoedición Kindle Direct Publishing de Amazon. La serie creció su popularidad, fundamentalmente por el boca a boca en Internet y las recomendaciones de Amazon. A los pocos meses había conseguido posicionarse en las listas de libros más vendidos del New York Times y del USA Today. Gracias al éxito conseguido con el primero de los relatos, Howey continuó desarrollando el mundo que había creado.
En 2012, Howey firmó un acuerdo con Simon and Schuster para distribuir Wool a los minoristas de libros a través de los EE. UU. y Canadá. El acuerdo permitió a Howey seguir vendiendo el libro en línea exclusiva. Howey rechazó siete ofertas figura a favor de una media de seis cifras suma a cambio de mantener los derechos de libros electrónicos.
En 2012, los derechos cinematográficos de la serie fueron adquiridos por 20th Century Fox.
En 2013 la serie traducida al español por Manuel Mata Álvarez-Santullano fue publicada en edición física por la editorial Minotauro.
La obra ha sido ya analizada en varios ámbitos académicos, destacando la multitud de características que enmarcan a la serie en el género literario de la distopía. Asimismo, Ángel Galdón, por ejemplo, destaca entre los elementos distópicos de la serie del Silo la clara separación entre el espacio regulado por la administración y el área exterior, que aparece como representación de la libertad pese a la alta contaminación, acercando el texto de Howey a la distopía de principios del siglo XX La máquina se detiene de E.H. Forster (1909).

### Argumento
A partir de una catástrofe planetaria en la que el que el aire del planeta se ha vuelto tóxico, la vida humana ha cambiado por completo. Algunos seres humanos se ven obligados a sobrevivir en un inmenso silo subterráneo organizado en tres niveles de cuarenta y ocho plantas cada uno. En el nivel superior, se sitúan las oficinas gubernamentales y las de vigilancia y de seguridad. En el intermedio, están los comerciantes y trabajadores operativos, además del departamento de Informática. Por último, en el inferior, además de la maquinaria de extracción de petróleo o de minerales, se hallan los departamentos de Mecánica y de Suministros. Los personajes mantienen una relación con los demás a partir de su función y de su posición en esta “jerarquía”. La jerarquía lo rige todo: un trabajador de Mecánica mantendrá relaciones fluidas con, por ejemplo, Suministros y otros trabajadores del mismo nivel. Sin embargo, se mantendrá a una distancia prudente de Informática, y a una distancia inabarcable de las oficinas gubernamentales. El silo, el exterior y el resto de ambientación de la novela, se convierten en una metáfora de la organización social jerárquica, de la sociedad de clases y de castas, donde tendrá lugar la acción: malestar, manipulaciones, revueltas, etc. Uno de los protagonistas, el sheriff Holston, incansable defensor de las reglas del silo durante años, de repente rompe el mayor de todos los tabúes: pide salir al exterior del silo.

## Obras

### Novelas[6]
Serie Crónicas del Silo (Silo):
1. Espejismo (Wool) (2012),[8] novela fix-up de 1 cuento y 4 novelas cortas:
"Wool: Holston", "Wool: Proper Gauge" (novela corta), "Wool: Casting Off" (novela corta), "Wool: The Unraveling" (novela corta), "Wool: The Stranded" (novela corta)
2. Desolación (Shift) (2013), precuela, novela fix-up de 3 novelas cortas:
"First Shift: Legacy", "Second Shift: Order", "Third Shift: Pact"
3. Vestigios (Dust) (2013)

Serie Sand (The Sand Chronicles):
1. Sand (2014), novela fix-up de 5 novelas cortas:
"The Belt of the Buried Gods", "Out of No Man's Land", "Return to Danvar", "Thunder Due East", "A Rap Upon Heaven's Gate"
2. Across the Sand (2022)

Independientes:
- I, Zombie (2012)
- The Shell Collector (2014)
- Beacon 23 (2015), novela fix-up de 5 cuentos:
"Beacon 23: Part One: Little Noises", "Beacon 23: Part Two: Pet Rocks", "Beacon 23: Part Three: Bounty", "Beacon 23: Part Four: Company", "Beacon 23: Part Five: Visitor"

### Novelas juveniles[6]
Saga Bern (Bern Saga):
1. Molly Fyde and the Parsona Rescue (2009)
2. Molly Fyde and the Land of Light (2010)
3. Molly Fyde and the Blood of Billions (2010)
4. Molly Fyde and the Fight for Peace (2010)
5. Molly Fyde and the Darkness Deep (TBA)

Independientes:
- Half Way Home (2010)
- The Hurricane (2011)

### Cuentos[6]
Colecciones:
- Machine Learning: New and Collected Stories (2017), colección de 16 cuentos y 5 novelas cortas:
"The Walk Up Nameless Ridge", "Second Suicide" (novela corta), "Nothing Goes to Waste", "Deep Blood Kettle", "Machine Learning", "Executable", "The Box", "Glitch" (novela corta), "In the Air" (serie Crónicas del Silo), "In the Mountains" (serie Crónicas del Silo), "In the Woods" (novela corta, serie Crónicas del Silo), "Hell from the East", "The Black Beast", "The Good God", "The Automated Ones", "Mouth Breathers", "WHILE (u > i) i--;", "The Plagiarist" (novela corta), "Select Character", "Promises of London", "Peace in Amber" (novela corta).

Serie Crónicas del Silo (Silo):
- "In the Air" (2014)
- "In the Mountains" (2014)
- "In the Woods" (2015), novela corta

No publicados en colecciones:
- "Gloria" (2015)
- "Full Unemployment" (2017)
- "The Blast" (2018)
- "No Algorithms in the World" (2019)
- "Bones of Gossamer" (2019)

### Libros infantiles
- Misty: The Proud Cloud (2014), libro ilustrado, ilustrado por Nidhi Chanani[9]

### Cómics
- Wool: The Graphic Novel (2014), con Jimmy Palmiotti y Justin Gray, ilustrado por Jimmy Broxton, ISBN 1-47784-912-2

### No ficción[6]
Serie Wayfinding:
1. Wayfinding Part 1: Rats and Rafts (2015)
2. Wayfinding Part 2: Hell and Heaven (2015)
3. Wayfinding Part 3: Hot & Cold (2015)
4. Wayfinding Part 4: Old World & New (2015)
5. Wayfinding Part 5: Consciousness and Subconsciousness (2015)
6. Wayfinding Part 6: Highs and Lows (2015)

- Wayfinding - Food and Fitness (2015)

## Adaptaciones
- Silo (2023), serie creada por Graham Yost, basada en la serie de novelas, novelas cortas y cuentos Crónicas del Silo